# 風雨聖者
風雨聖者，又稱智者仙師，是粵東的民間信仰的神明，專門管理降雨之事。風雨聖者本名孫道，生於南宋乾道九年（公元1173年），是廣東省揭東縣登崗鎮孫畔村人士，民間傳說聖者生前常常顯神蹟，救百姓於免於受水火之苦十二年，後來在寶峰山旁樟樹樹羽化登仙，此事被皇帝知道後，即封為風雨聖者，目前潮汕一帶聖者廟宇共有七十二間。在香港，風雨聖者信仰者大多是潮州籍人士，以九龍塘慈德善社規模最大。位於馬來西亞新山地區的柔佛古廟也有供奉風雨聖者的神龕。